# Jin Long
En aquest nom xinès, el cognom és Jin.
Jin Long (en xinès: 李富玉, en pinyin: Jīn Lóng), 23 d'octubre de 1983) va ser un ciclista xinès, que fou professional de 2006 a 2011. El 2009, fou el primer xinès en participar en la París-Roubaix.